# Салуђа
Салуђа (итал. Saluggia) је насеље у Италији у округу Верчели, региону Пијемонт.
Према процени из 2011. у насељу је живело 2989 становника. Насеље се налази на надморској висини од 194 м.

## Становништво
Према резултатима пописа становништва 2011. у општини је живело 4.170 становника.
| 1931. | 1936. | 1951. | 1961. | 1971. | 1981. | 1991. | 2001. | 2011. |
| ----- | ----- | ----- | ----- | ----- | ----- | ----- | ----- | ----- |
| 3.772 | 3.773 | 3.705 | 3.854 | 4.073 | 4.019 | 4.063 | 4.074 | 4.170 |

## Партнерски градови
- Руси (Равена)